# بروتين عبر غشائي

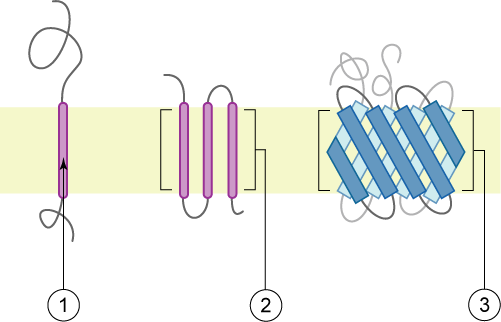
رسم يمثل أنواع مختلفة لبنى بروتينات عبر غشائية.

البروتين عبر الغشائي (أو المستقبِل عبر الغشائي) هو نوع من أنواع البروتينات الغشائية المدمجة والذي يوجد على كامل الأغشية الحيوية والمتصل بها بشكل دائم، حيث يعمل على نقل مواد معينة عبر الغشاء الحيوي، وتخضع أثناء ذلك لتغيرات في البنية من أجل السماح بأداء هذه المهمة.
هناك نوعان من البروتينات عبر الغشائية وهما لولب ألفا وبرميل بيتا؛ ويقدَّر أن 27% من جميع البروتينات في جسم الإنسان أنها بروتينات غشائية من النمط لولب ألفا.
تختلف البروتينات عبر الغشائية عن البروتينات المدمجة أحادية الجانب، والتي تتصل بشكل دائم مع الغشاء من طرف واحد فقط؛ ولكنها لا تمر عبره.

## اقرأ أيضاً
- بروتين غشائي
- بروتين غشائي ناقل
- بروتين غشائي مدمج
- بروتين ناقل
- بروتين حامل
- بروتين ناقل حويصلي
- قناة أيونية
- ناقل أيون
- مضخة بروتون
- نقل نشط
- نقل سلبي